# Dirkje Postma
Dirkje (Sjoukje) Postma (Nij Beets, 1951) is een emeritus hoogleraar Pathofysiologie van de Ademhaling van de Rijksuniversiteit Groningen en het Universitair Medisch Centrum Groningen. Ze is bekend vanwege haar onderzoek op het gebied van astma en COPD. Haar onderzoeken hebben ertoe geleid dat artsen het verschil tussen deze twee aandoeningen kunnen vaststellen. Ook was ze lid van de Gezondheidsraad.

## Leven en loopbaan
Postma voltooide haar opleiding geneeskunde in 1978 waarna ze zich specialiseerde tot longarts. In 1984 studeerde zij af en in datzelfde jaar promoveerde ze op het proefschrift Reversibility of chronic airflow obstruction. Ze schreef haar proefschrift tijdens haar studie medicijnen. Na haar promoveren werkte ze voor het Astmafonds. Namens het Astmafonds kreeg ze aan aanstelling als bijzonder hoogleraar aan de Rijksuniversiteit Groningen. In 1998 werd ze aangesteld als gewoon hoogleraar Pathofysiologie van de Ademhaling. Op 1 april 2016 ging Dirkje Postma met emeritaat.

## Onderzoek
Postma doet onderzoek op het gebied van astma en COPD. Ze publiceert onder andere in de wetenschappelijke tijdschriften  New England Journal of Medicine en  de Lancet. Postma heeft meer dan 600 artikelen gepubliceerd. Daarnaast is ze gastspreker op congressen, onder andere voor het Imperial College London. Onderzoek van Postma heeft gezorgd dat steroïden gebruikt worden om de symptomen van astma te bestrijden. Miljoenen mensen met astmatische klachten zijn gebaat geweest bij dit onderzoek.
Haar onderzoek heeft onder andere als resultaat gehad dat er onderscheid gemaakt kan worden tussen COPD en astma. Haar onderzoek richt zich op de genetische achtergrond. Postma heeft samen met collega-onderzoekers bijvoorbeeld ontdekt dat genvarianten die voorkomen bij mensen met een allergie ook voorkomen bij mensen die aan astma lijden of bij mensen die een verhoogd risico op een hartinfarct hebben. Dit wordt onderzocht door groepen mensen genetisch te screenen. Dankzij deze methode kunnen er verbanden gelegd worden tussen verschillende soorten ziektes.

## Erkenning
In 1995 ontving Postma de Aletta Jacobsprijs en in 2000 ontving ze de Spinozapremie die haar in staat stelde om haar onderzoek te financieren. In datzelfde jaar trad ze (als tweede vrouw in Nederland) toe tot de Koninklijke Nederlandse Akademie van Wetenschappen. Ze is lid van de sectie geneeskunde, die weer onder de afdeling natuurkunde valt.
In mei 2015 ontving zij, als eerste niet-Amerikaanse, de prestigieuze Trudeau Medal die jaarlijks door de American Lung Association wordt toegekend aan diegenen die een grote wetenschappelijke bijdrage leveren aan de preventie of behandeling van longziekten.
In 2007 werd Postma benoemd tot Akademiehoogleraar en in 2009 ontving ze de presidential award van de European Respiratory Society.
In 2012 ontving ze een eredoctoraat van de Universiteit van Sheffield en in 2013 ontving ze een eredoctoraat van de Universiteit van Lund voor haar onderzoek en haar pionierswerk. Bij haar afscheid als hoogleraar ontving zij de Thomassen à Thuessinkpenning wegens haar buitengewone betekenis voor het UMCG en voor de geneeskunde. Het Longfonds eerde haar door een nieuwe subsidie voor veelbelovende jonge onderzoekers te introduceren: de Dirkje Postma Talent Award.